# نابنط أغبس
نابنط أغبس (الاسم العلمي:Nepenthes fusca) هو نوع غير مؤكد من النباتات يتبع جنس النابنط من الفصيلة النابنطية.